# La culpa del cordero
La culpa del cordero es una película uruguayo-argentina que se estrenó el 11 de mayo de 2012 en Uruguay y el 7 de febrero de 2013 en Argentina. Dirigida por Gabriel Drak, es una comedia dramática protagonizada por Ricardo Couto, Susana Groisman, Rogelio Gracia, Lucía David de Lima, Mateo Chiarino y Andrea Vila.

## Sinopsis
Jorge y Elena han estado casados durante treinta y cinco años. Ante la reciente jubilación de Jorge, la pareja ha decidido hacer un cambio fundamental en sus vidas. Para comunicárselo al resto de la familia, convocan a sus cuatro hijos a un almuerzo en una chacra junto al mar. A medida que pasan las horas, los secretos de la familia se revelan.

## Protagonistas
- Ricardo Couto (Jorge)
- Susana Groisman (Elena)
- Rogelio Gracia
- Lucía David de Lima
- Mateo Chiarino
- Andrea Vila

## Premios
- Festival de Málaga de Cine Español (16.ª edición, 2013): mejor director latinoamericano (Gabriel Drak).[4]